# Patrick Brauns
Patrick Brauns (* 3. Dezember 1955 in Frankfurt am Main) ist ein deutscher Autor und Journalist.

## Leben
Patrick Brauns ist in Freiburg im Breisgau, München und Königstein im Taunus aufgewachsen. Nach dem Zivildienst studierte er an der Universität Konstanz Romanistik, Politik- und Sprachwissenschaften. 1988 wurde er mit der Arbeit über politische Sprache in Frankreich Die Zeiten sind hart, aber ‚modern‘. Sprachliche Inszenierung der sozialistischen Politik in Frankreich 1983–1986 zum Dr. rer. soc. promoviert.
Er ist seit 1989 als freier Autor, Journalist, PR-Texter und Reiseleiter in Konstanz tätig.

## Wirken
Seit 1992 hat er mehrere Bücher über die Bodensee-Region veröffentlicht und wurde als Reise- und Sachbuch-Autor insbesondere für diese Region bekannt.
Im Arbeitsgebiet Alpen hat er 2002 das Buch Die Berge rufen. Alpen, Sprachen, Mythen mit 40 Essays über Bergnamen und Minderheitensprachen im Alpenraum veröffentlicht.
Mit seinen Bodensee-Büchern tritt er in der Region auch auf, etwa 2015/2016 mit der Talkshow „In 80 Minuten um den See“, ebenso mit dem 2018 erschienenen Buch über die wichtigsten Berge der Schweiz. Seit 2021 liest er mit einer Auswahl von Texten aus seinen Büchern, z. B. mit „komischen Texten“ bei der Langen Nacht der Bücher am 19. November 2022 in Überlingen, im November 2023 dort mit einer Auswahl von Berg-Texten.

## Schriften (Auswahl)

### Bodensee-Region
- Der Bodensee. Kulturlandschaft zwischen Hegau und Bregenzer Wald. RV Verlag, München 1992, ISBN 3-575-22069-7.
- Radwanderweg Bodensee. Fink-Kümmerly+Frey, Ostfildern 1995, ISBN 3-7718-0745-X.
- Bodensee. Polyglott, München 1996, weitere Ausgaben bis 2006, ISBN 3-493-56607-7 (Karten und Pläne: Wolfgang Papp).
- mit Wolfgang Pfrommer: Natur-Wanderführer Untersee. Natur-Wanderführer zu den einzigartigen Kulturlandschaften am westlichen Bodensee. Naturerbe Verlag, Überlingen 1999, ISBN 3-931173-14-3.
- Radtouren für Genießer. Multi Media Verlag, Wolfegg 2004, ISBN 3-927484-04-0.
- Kirchen-Stadtplan Konstanz. Hg. von der ACK Konstanz. Konstanz 2005; Neuauflage Mai 2010; dritte, erweiterte Auflage August 2018.
- Das Bodensee ABC. Von Aach bis Zeppelin. Jan Thorbecke Verlag, Ostfildern 2007, ISBN 3-7995-0181-9.
- mit Peter Arweiler und Helmut Scham: Eine kulinarische Entdeckungsreise rund um den Bodensee. Neuer Umschau Verlag, Neustadt a. d. Weinstraße 2007, ISBN 3-86528-370-5.
- Bodensee. Verlag Wolfgang Kunth, München 2008, ISBN 978-3-89944-336-3.
- 1000 Tipps rund um den Bodensee. Bodensee-Tourismus Service, Konstanz 2009; aktualisierte Neuauflage 2012, ISBN 978-3-939637-10-3.
- Bodensee – genial günstig, Bodensee-Tourismus Service, Konstanz 2010, ISBN 978-3-939637-02-8.
- Der Bodensee. 101 Orte zum Verweilen und Entdecken, Konrad Theiss Verlag (WBG), Darmstadt 2015, ISBN 978-3-8062-3048-2.
- Bodensee (Reihe „Reisen kennt kein Alter“), Callwey Verlag, München, 2020, ISBN 978-3-7667-2476-2
- Bodensee mit Kids, J. Berg Verlag (Bruckmann V.), München 2021, ISBN 978-3-86246-780-8 (Neuausgabe von: Hits für Kids am Bodensee, Freizeittipps für die ganze Familie, 2010, mit Tanja Böttcher)

### Andere Regionen und Länder
- Die schönsten Zoos und Tierparks. Freizeitführer. Fink-Kümmerly+Frey, Ostfildern 1996, ISBN 3-7718-0765-4.
- Die schönsten Alpenwege. (thematische Mehrtageswanderungen) Steiger, Innsbruck 1998, ISBN 3-89652-135-7.
- Die Berge rufen. Alpen, Sprachen, Mythen. Verlag Huber, Frauenfeld 2002, ISBN 3-7193-1270-4.
- Gipfelglück. Die 50 markantesten Berge Baden-Württembergs, Silberburg-Verlag, Tübingen 2012, ISBN 978-3-8425-1202-3.
- Das kleine Buch der großen Berge. 50 Berge, die Sie kennen müssen, um die Schweiz zu verstehen, Midas Verlag, Zürich 2018, ISBN 978-3-03876-510-3.